# Navacepedilla de Corneja
Navacepedilla de Corneja è un comune spagnolo di 137 abitanti situato nella comunità autonoma di Castiglia e León. Copre un'area di 30,3 km².